# Liste der Stolpersteine in Leisnig
Die Liste der Stolpersteine in Leisnig enthält sämtliche Stolpersteine, die im Rahmen des gleichnamigen Kunst-Projektes von Gunter Demnig in Leisnig im Landkreis Mittelsachsen verlegt wurden.

## Hintergrund
Mit diesen Gedenksteinen soll Opfern des Nationalsozialismus gedacht werden, die in Leisnig lebten und wirkten. Die ersten 7 Stolpersteine wurden im November 2015 an 2 Adressen eingesetzt.
Die Initiative, Recherche und Koordination liegt maßgeblich in den Händen ehrenamtlich tätiger Mitglieder der AG Geschichte des Treibhaus e. V. Döbeln im Rahmen einer geförderten Projektarbeit. Jährlich werden Mahnwachen und ein Stolpersteinradeln organisiert sowie Informationsmaterialien publiziert. Seit 2015 engagiert sich der Treibhaus e. V. auch für die Verlegung von Stolpersteinen im gesamten Altlandkreis Döbeln, d. h. nicht nur in Döbeln, sondern auch in Hartha, Leisnig, Roßwein und Waldheim.

## Liste der Stolpersteine in Leisnig
Zusammengefasste Adressen zeigen an, dass mehrere Stolpersteine an einem Ort verlegt wurden. Die Tabelle ist teilweise sortierbar; die Grundsortierung erfolgt alphabetisch nach der Adresse. Die Spalte Person, Inschrift wird nach dem Namen der Person alphabetisch sortiert.
| Bild | Adresse                 | Verlegedatum  | Person, Inschrift                                                                                            | Kurzvita / Anmerkungen |
| ---- | ----------------------- | ------------- | --- | ---------------------- |
|      | Badergasse 2 (Lage)     | 10. Nov. 2015 | Hier wohnte Adolf Tebrich Jg. 1874 gedemütigt / entrechtet tot 7.5.1934                                      |                        |
|      | Badergasse 2 (Lage)     | 10. Nov. 2015 | Hier wohnte Gertrud Jeanette Tebrich geb. Helft Jg. 1885 deportiert 1942 Belzyce ermordet 5.12.1942 Majdanek |                        |
|      | Badergasse 2 (Lage)     | 10. Nov. 2015 | Hier wohnte Erna Tebrich Jg. 1906 deportiert 1942 Belzyce ermordet in Majdanek                               |                        |
|      | Obermarktgasse 4 (Lage) | 10. Nov. 2015 | Hier wohnte Chil Urbach Jg. 1900 verhaftet 1939 Gefängnis Döbeln tot 6.10.1939 Todesursache nie geklärt      |                        |
|      | Obermarktgasse 4 (Lage) | 10. Nov. 2015 | Hier wohnte Itka Ida Urbach geb. Altmann Jg. 1907 deportiert 1942 Riga ermordet Nov. 1943 Auschwitz          |                        |
|      | Obermarktgasse 4 (Lage) | 10. Nov. 2015 | Hier wohnte Ruth Paula Urbach Jg. 1931 deportiert 1942 Riga ermordet Nov. 1943 Auschwitz                     |                        |
|      | Obermarktgasse 4 (Lage) | 10. Nov. 2015 | Hier wohnte Max Hermann Urbach Jg. 1936 deportiert 1942 Riga ermordet Nov. 1943 Auschwitz                    |                        |